# Айсса Колі
Айсса (Аїша) Колі (*д/н —після 1581) — 24-й маї (володар) і регент-султанша Борну в 1563/1564—1570/1571 або 1573—1580 роках.

## Життєпис
Походила з Другої династії Сейфуа. За різними відомостями була донькою маї Алі I або Дунами VI. Повалила свого брата або небіжа Абдаллаха IV. Рік цієї події є суперечним: 1563, 1564, 1573. 
Також мусульманські історики оскаржували статус Айсси як самостійного правителя, що протирічило ісламу. Тому за версією тодішних хроністів, вона була регентшею або взяла владу, оскільки не знала, що її брат Ідріс живий. Потім вона поступилася владою останньому.
Достеменним є факт панування Айсси Колі протягом 7 років. Після чого вона передала трон Ідрісу III. В перші роки залишалася його радником. Можливо під час хаджа Ідріса, що відбувся 1571 або 1581 року, знову стала регентшею. Подальша доля невідома.